# Římský konzul

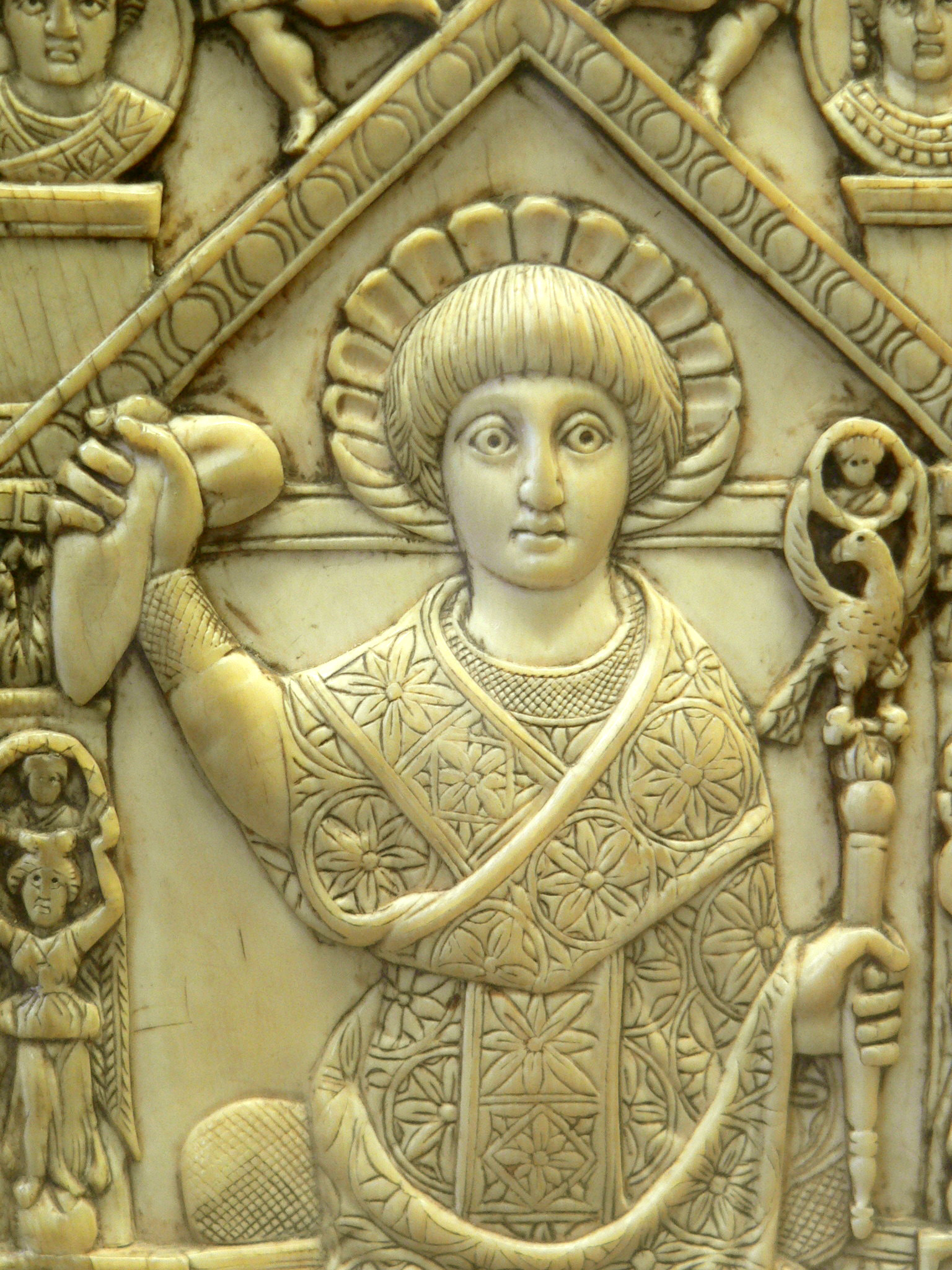
Flavius Anastasius Paulus Probus Sabinianus Pompeius (konzul v roce 517)

Konzul (zkráceně cos.; latinsky consul, pl. consules, což bylo odvozeno z consulere; česky radit se, rozvažovat) byl nejvyšší civilní a vojenský úředník (magistratus) ve starověkém Římě. Konzulát, jejž lze z hlediska důležitosti do určité míry přirovnat k současné funkci předsedy vlády, zastávali dva politici každoročně volení římským lidem. Po nastolení císařství však pozbyl své kompetence a autority, pročež se z něho stala pouze reprezentativní funkce navozující klamný dojem pokračující existence někdejšího republikánského zřízení.

## Konzulát za republiky

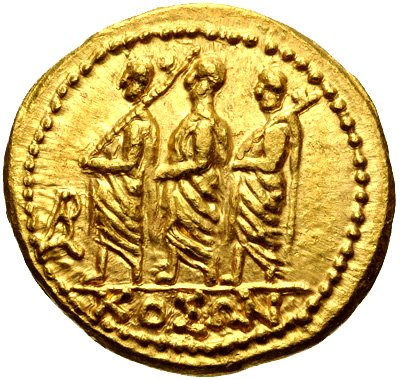
Mince s římským konzulem

### Vývoj úřadu
Po legendárním svržení posledního etruského krále Tarquinia Superba a zániku římského království byla všechna zákonná moc krále svěřena novému úřadu – konzulátu. Od tohoto okamžiku stáli v čele státu konzulové, kteří byli nejprve nazýváni praetoři („ti, kdož kráčí v čele“), což poukazuje na jejich povinnost sloužit jako nejvyšší velitelé vojska. Názvu konzul se začalo používat zřejmě někdy v druhé polovině 5. století př. n. l. Římané věřili, že vznik konzulátu se datoval do doby založení republiky v roce 509 př. n. l., avšak posloupnost konzulů v 5. století př. n. l. vykazuje jisté mezery. V časech míru náležely konzulům široké pravomoci v záležitostech exekutivy, zákonodárství a soudnictví.
Uchazeči o úřad museli splnit věkový limit pro volbu, jenž činil 41 let u patricijů a 42 let pro plebeje. Každoročně (princip anuity) byli voleni dva konzulové (princip kolegiality), kteří mohli uplatnit právo veta vůči jakémukoliv rozhodnutí svého kolegy. Toto oprávnění bylo ovšem využíváno jen velice zřídka. Podobně existuje mnoho dokladů svědčících o tom, že ne všichni konzulové byli zvoleni po dosažení stanoveného minimálního věku. Volba konzulů příslušela setninovému shromáždění (comitia centuriata), jehož struktura ale zaručovala rozhodující vliv aristokratům. Po potvrzení svého zvolení konzulové oficiálně převzali moc od staršího kurijního shromáždění (comitia curiata), které udělovalo konzulům jejich imperium. To se dělo přijetím zákona „lex curiata de imperio“. Jestliže jeden z konzulů během svého volebního období zemřel (což nebylo nijak neobvyklé, neboť konzulové leckdy bojovali v předních řadách vojska), byl zvolen náhradník, takzvaný consul suffectus. Řádný konzul (consul ordinarius) se od roku 153 př. n. l. ujímal úřadu 1. ledna a náležela mu čest, aby se jeho jméno a jméno jeho kolegy objevilo v pojmenování příslušného roku.
Konzulát byl původně vyhrazen patricijům a teprve v roce 367 př. n. l. získali taktéž plebejové právo kandidovat na tento nejvyšší úřad. Stalo se tak přijetím zákona Lex Licinia Sextia, který pravil, že nejméně jeden z konzulů musí být plebej. Prvním plebejským konzulem se stal již v následujícím roce Lucius Sextius. Někteří moderní historikové však zpochybňují, že by konzulát před Sextiem byl vyhrazen patriciům s tím, že v těch dobách mělo 30% konzulů plebejské jméno. Ovšem tato skutečnost může být důsledkem zkreslené chronologie konzulů, případně se naskýtá vysvětlení, že si patricijské elity postupně uzurpovaly přístup k tomuto úřadu v průběhu společenských bojů v 5. století př. n. l.
V období vojenského ohrožení byla primárním kritériem pro výběr konzulů především vojenská reputace a zkušenosti kandidátů, volba však byla vždy předmětem značného politického zápasu. Konzulát se postupem doby (patrně kolem poloviny 4. století př. n. l.) stal vrcholem politické kariéry (cursus honorum) ambiciózních Římanů, ačkoliv nebyl nijak odměňován. Naopak se očekávalo, že nositel tohoto úřadu sám přispěje částí svého majetku státní pokladně. Někdejší konzulové, consulares, tvořili skupinu nejvlivnějších členů římského senátu. Od dob pozdní republiky se zastávání tohoto úřadu v podstatě rovnalo přijetí mezi římskou nobilitu.

### Kompetence
Po vypuzení králů přešla funkce nejvyššího náboženského činitele státu na úředníka zvaného rex sacrorum („král posvátných obřadů“), zatímco všechna králova moc v oblasti civilní a vojenské (imperium) byla přenesena na konzulát. Aby se předešlo královládě či jinému zneužití této moci, imperium sdíleli dva konzulové, kteří mohli vzájemně vetovat svá rozhodnutí.
Konzulové byli nadáni nejvyšší exekutivní mocí ve státě. Zpočátku měli velmi rozsáhlé pravomoci. Teprve v průběhu pozvolného vývoje římského republikánského systému byla řada důležitých činností vyjmuta z kompetence konzulů a svěřena nově vzniklým úřadům. V roce 443 př. n. l. tak bylo provádění censu přeneseno na úřad censora. V roce 366 př. n. l. byly konzulům odňaty kompetence v oblasti soudnictví. Jejich postavení nejvyšších soudců od nynějška zaujímali praetoři. Od tohoto momentu mohli konzulové působit jako soudci pouze v mimořádně závažných případech, a to pouze pokud k tomu byli pověřeni usnesením senátu (senatus consultum).

#### Pravomoci v civilní oblasti
Pokud se konzulové nacházeli vně posvátných hranic města Říma (pomerium), byly jim podřízeny všechny ostatní magistratury, kromě tribunů lidu. Vnitřní fungování republiky podléhalo dozoru konzulů. V rámci exekutivy zodpovídali za realizaci usnesení senátu a zákonů schválených v lidových shromážděních (comitia). Za výjimečných okolností směli činit rozhodnutí sami, na vlastní zodpovědnost. Konzulové působili jako hlavní diplomaté římského státu. Před svým vystoupením v senátu se s nimi setkávali zahraniční vyslanci. Konzulové mohli vyslance uvést do senátu anebo v roli zprostředkovatele řídit jednání mezi senátem a cizím státem. Konzulové svolávali senát a předsedali schůzím senátorů. Stejné povinnosti jim příslušely i ve vztahu ke comitia centuriata a comitia curiata. V lidových shromážděních měli konzulové navíc na starosti řízení hlasování a rovněž zde předkládali návrhy zákonů. Jestliže konzulové pobývali mimo město, jejich úkoly plnil namísto nich praetor. Konzulům náleželo také právo předvolat občany k soudu a vsadit je do vazby. Proti jejich rozhodnutí bylo však možné se odvolat. Konzulové dále prováděli různé náboženské úkony (zasvěcení chrámů, konání obětí) včetně určitých obřadů, které mohly být na znamení formálního stvrzení uskutečněny pouze nejvyššími představiteli státu. Taktéž vykonávali auspicia, jež byly nezbytnou ceremonií předtím, než vojsko vytáhlo do pole.
Mezi vnější odznaky konzulů patřilo právo sedět na kurulském křesle a toga praetexta. Každý konzul byl na veřejnosti doprovázen dvanácti liktory, kteří ztělesňovali důstojnost jeho úřadu a zároveň působili jako jeho tělesní strážci. Liktoři nesli svazky prutů (fasces) se sekerami uvnitř. Pruty symbolizovaly oprávnění trestat a sekery pravomoc vynášet rozsudek smrti. Uvnitř pomeria liktoři ovšem sekery nosit nesměli, což poukazovalo na skutečnost, že žádný římský občan nemohl být popraven bez soudu. Na jednání lidového shromáždění museli liktoři odložit i pruty, čímž se dávalo najevo, že moc konzulů je odvozena z lidu (populus romanus).

#### Pravomoci ve vojenské oblasti
Mimo hradby Říma vystupovali konzulové především v roli velitele legií, k jejichž shromáždění bylo zapotřebí usnesení senátu. Vlastní odvody, jež se konaly na Martově poli (Campus Martius), prováděli konzulové. Po vstupu do vojska museli všichni legionáři složit konzulům přísahu věrnosti. Konzulové také dohlíželi na shromáždění vojenských sil poskytovaných římskými spojenci. Během vojenského tažení mohl konzul uložit jakýkoliv trest kterémukoliv vojákovi či důstojníkovi, občanovi i spojenci.
Každý konzul velel jednomu vojsku, v čemž mu byli nápomocni vojenští tribunové a quaestor, který spravoval pokladnu. Konzulské vojsko čítalo obvykle zhruba 20 000 mužů a bylo tvořeno dvěma legiemi a stejně početnými sbory spojenců. V řídce se vyskytujících případech, kdy konzulové táhli společně v čele vojska, se ve velení obden střídali. Jestliže se konzulovi podařilo dosáhnout drtivého vítězství nad nepřítelem, byl svými vojáky pozdraven jako imperátor a mohl požádat o přiznání triumfu. Během tažení disponoval konzul neomezenými pravomocemi, nicméně po skončení svého volebního období mohl být za případné přečiny předvolán k soudu.

### Ochrana před zneužitím moci
Oba konzulové měli právo vetovat rozhodnutí svého kolegy. V případě společného velení pak museli jednat jednomyslně. Proti rozsudku vynesenému jedním z konzulů bylo možné se odvolat k jeho kolegovi, který mohl inkriminovaný rozsudek zrušit. Aby se předešlo zbytečným konfliktům, každý měsíc směl plnit své povinnosti pouze jeden z konzulů. To ovšem neznamená, že druhý z konzulů neměl žádnou moc, nýbrž že pouze přímo nezasahoval do práce svého kolegy. Po měsíci se konzulové ve svých rolích vyměnili. Toto střídání pokračovalo až do uplynutí jejich volebního termínu.
Hlavním omezením moci konzulů bylo roční trvání jejich úřadu. Jejich úkoly byly navíc předběžně projednávány senátem. Dále se konzulové nesměli opětně ucházet o konzulát ihned po uplynutí svého volebního období. Po skončení konzulátu musela obyčejně následovat desetiletá prodleva před další kandidaturou na tento úřad.

### Jmenování diktátora
Jestliže byl římský stát ohrožen nějakým bezprostředním vnějším či vnitřním nebezpečím, mohli konzulové jmenovat diktátora na návrh senátu. V době, kdy diktátor vykonával svůj úřad, bylo imperium konzulů pozastaveno.

### Prokonzul
Zhruba od 2. století př. n. l. byla konzulům po skončení jejich ročního úřadování přidělována provincie, jíž spravovali jménem Senátu a lidu římského. Příslušnou provincii si konzulové vybírali ještě před skončením svého úřadu. Jejich konzulské imperium se změnilo na prokonzulské a z konzulů se následně stali prokonzulové, kteří v zájmu Říma spravovali jednu (či více) provincií. Uplatňování prokonzulského imperia v jiné provincii než ve svěřené bylo nezákonné. Prokonzul měl navíc zakázáno opustit svou provincii před skončením funkčního období nebo před příchodem svého nástupce. Výjimečně mohl senát udělit zvláštní povolení. Místodržitelé setrvávali v provincii většinou jeden až dva roky.

## V době císařství
Po nastolení principátu Augustus zcela zásadně změnil charakter konzulátu, když ho zbavil většiny kompetencí. Konzulové už nebyli voleni lidovým shromážděním, nýbrž jmenováni císařem. Třebaže i nadále bylo vykonávání tohoto úřadu značnou poctou – čistě formálně představovali konzulové stále nejvyšší úředníky s nejvyšší mocí ve státě – ve skutečnosti se stal konzulát pouhým symbolem zdánlivě přetrvávající republiky. Konzulům náleželo právo předsedat schůzím senátorů, avšak tuto pravomoc směli uplatňovat pouze z vůle císaře. Mimoto se účastnili her v Circu Maximu a všech veřejných slavností konaných na počest císaře. Náklady na ně ovšem museli uhradit. V některých mimořádných případech vedli soudní řízení. Mnoho konzulů bylo během svého funkčního období přinuceno rezignovat, aby tak umožnili jiným nastoupit po nich jako suffecti. Občas museli z funkce odstoupit i suffecti a na jejich místo byli ustaveni další náhradníci. V roce 190 se za vlády císaře Commoda za jediný rok vystřídalo v úřadu dvacet pět jedinců.
Císařové mnohdy určili za konzuly sami sebe, své chráněnce anebo příbuzné, přičemž věková omezení byla běžně ignorována. Tak například císař Honorius se stal konzulem již krátce po narození. Někteří vládci se při výběru neomezovali dokonce ani na lidi. Caligula prý měl v úmyslu učinit konzulem svého koně.
Po definitivním rozdělení římského státu v roce 395 náleželo císařům obou polovin říše právo ustavit jednoho konzula, třebaže ne vždy se toto pravidlo uplatňovalo. Po zániku západořímské říše byl po mnoho let jmenován pouze jediný. Na Západě zastával poslední konzul svůj úřad za nadvlády Ostrogótů v roce 534. Ve východořímské říši se od ustavování konzulů upustilo po roce 541.